# Alcañizo
Alcañizo è un comune spagnolo di 292 abitanti situato nella comunità autonoma di Castiglia-La Mancia.